# شور و اشتیاق سه‌گانه
شور و اشتیاق سه‌گانه (انگلیسی: Passions, He Had Three) یک فیلم کوتاه کمدی به کارگردانی هنری لرمن است که در سال ۱۹۱۳ منتشر شد.

## گزیدهٔ بازیگران
- راسکو آرباکل
- بئاتریس وَن
- نیک کاگلی
- آلیس دَوِنپورت
- دات فارلی
- میبل نورماند
- بتی شید
- اَل سنت جان